# Christoph Prégardien
Christoph Prégardien, né le 18 janvier 1956, est un ténor allemand, spécialisé dans le répertoire baroque et le lied.

## Biographie
Troisième enfant de Günther Prégardien, un homme d'affaires de Cologne et de son épouse Christina, née Hübinger, Christoph Prégardien est né à Limburg an der Lahn en Allemagne. Il commença son éducation musicale comme membre du chœur de garçons de la cathédrale de sa ville natale.
Il étudia ensuite le chant avec Martin Gründler et Karlheinz Jarius à Francfort, Carla Castellani à Milan, Alois Treml à Stuttgart et assista aux classes d'Hartmut Höll. 
Son répertoire s'étend du grand répertoire baroque, classique et romantique aux œuvres du XXe siècle de Benjamin Britten, Wilhelm Killmayer, Wolfgang Rihm et Igor Stravinsky.
Il a travaillé avec de grands chefs tels Philippe Herreweghe, René Jacobs, Sigiswald Kuijken ou encore Ton Koopman.
Christoph Prégardien est également enseignant : il dirigea une classe de chant à la Hochschule für Musik und Theater de Zurich de 2000 à 2005 et, depuis l'automne 2004, est professeur à la Hochschule für Musik de Cologne
Christoph Prégardien dirige également des concerts depuis 2012. Il choisit alors l'ensemble de musique baroque Le Concert Lorrain pour sa première tournée européenne en tant que chef, tournée consacrée à la Passion selon saint Jean de Jean-Sébastien Bach. 
Son fils Julian est ténor comme lui.

## Discographie sélective

### Sous la direction de Philippe Herreweghe
- 1993 : Oratorio de Pâques de Jean-Sébastien Bach
- 1993 : Oratorio de l'Ascension de Jean-Sébastien Bach
- 1996 : Cantates de Noël et de l'Avent de Jean-Sébastien Bach
- 1997 : Cantates de l'Avent de Jean-Sébastien Bach
- 1998 : Messe en si mineur de Jean-Sébastien Bach

### Sous la direction de Sigiswald Kuijken
- 1989 : Magnificat BWV 243 et cantate Ich Hatte viel Bekümmernis BWV 21 de Jean-Sébastien Bach (Nederlands Kamerchoor, La Petite Bande, dir. Sigiswald Kuiken)

### Sous la direction de René Jacobs
- 1989 : Cantates profanes de Jean-Sébastien Bach
- 1992 : Il ritorno d'Ulisse in patria de Claudio Monteverdi

### Sous la direction de Ton Koopman
- 1992 : Motets à double Chœur H 403, H 404, H 135, H 136, H 137, H 392, H 410, H 167 de Marc-Antoine Charpentier.

### Avec la Rheinische Kantorei
- 1988 : Die Auferstehung und Himmelfahrt Jesu Wq 240 de Carl Pilipp Emanuel Bach
- 1990 : Passionsoratorium de Johann Ernst Bach
- 1990 : Missa brevis et motet Deus judicium tuum de Georg Philipp Telemann
- 1991 : Cantates Die Tageszeiten et Daran ist erschienen die Liebe Gottes de Georg Philipp Telemann
- 1991 : Johannespassion de Jean-Sébastien Bach
- 1996 : Matthäus-Passion de Jean-Sébastien Bach

### Autres
- 1988 : Die Auferstehung und Himmelfahrt Jesu Wq 240 de Carl Pilipp Emanuel Bach (avec la Rheinische Kantorei, dir. Hermann Max)
- 2000 : Die Schöpfung (La Création) de Joseph Haydn (un DVD avec le Festival Choir Lucerne et le Scottish Chamber Orchestra, dir. Peter Schreier)